# Yvetot
 Yvetot  es una población y comuna francesa, en la región de Alta Normandía, departamento de Sena Marítimo, en el distrito de Ruan. Es el chef-lieu del cantón de su nombre y hasta 1926 fue subprefectura.

## Demografía
| 7932 | 9510 | 10 433 | 10 605 | 10 807 | 10 770 |
| Para los censos de 1962 a 1999 la población legal corresponde a la población sin duplicidades (Fuente: INSEE [Consultar]) |      |        |        |        |        |